# Delahaye type 140
Le Delahaye type 140 est un modèle de véhicule utilitaire, construit par l'entreprise française Delahaye à partir de 1935.

## Description

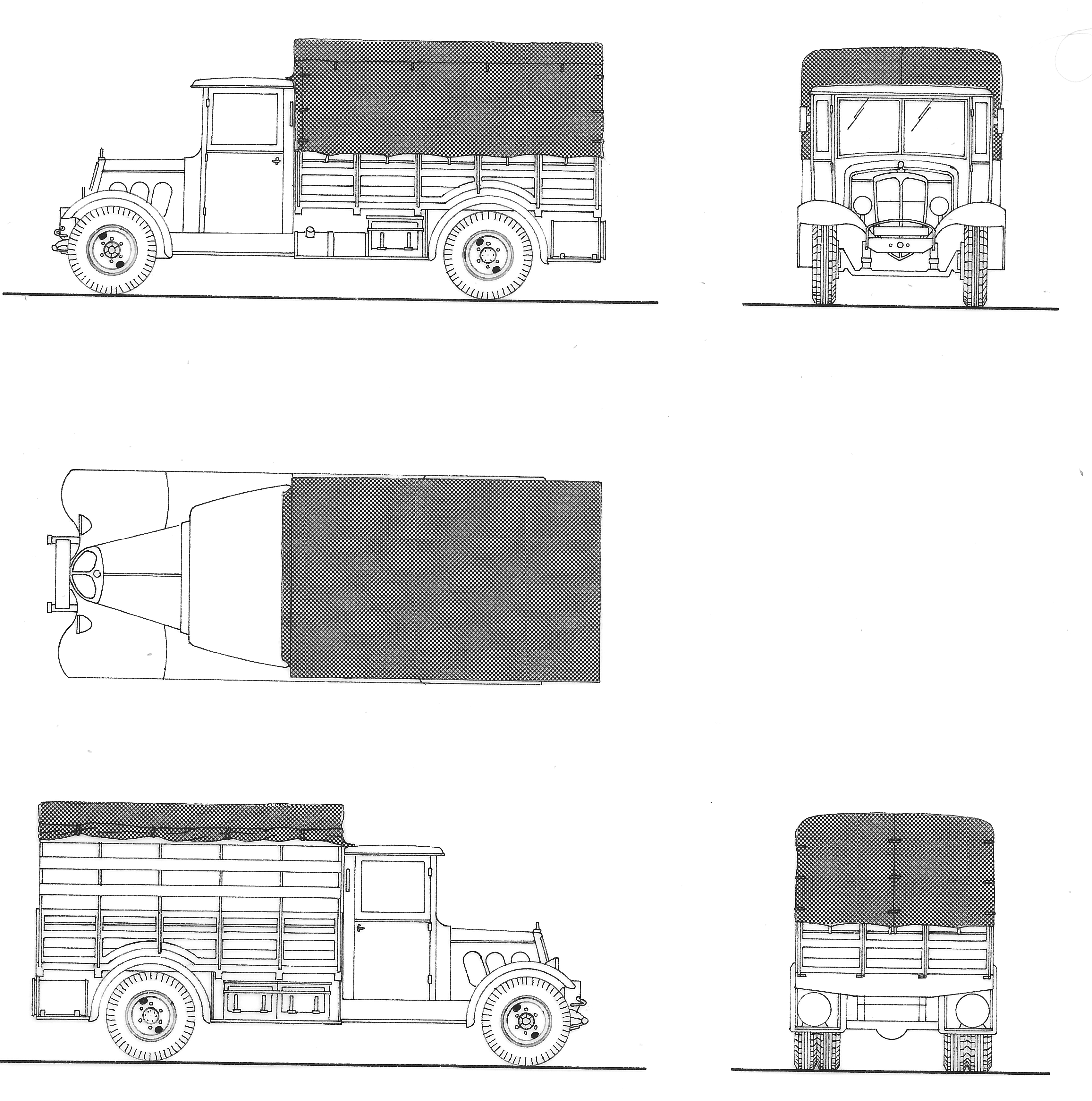
Plan d'une camionnette Delahaye type 140.

Les véhicules ont été fabriqués entre 1935 et 1941[réf. souhaitée]. Les prédécesseurs étaient les versions utilitaires des Delahaye type 143 et Delahaye type 144.
On trouve les variantes type 140, type 140/103, type 140/103 A, type 140/103 G et type 140/103 GV. Le code final A signifie Armée, le code final G signifie Gazogène et le code final GV signifie gaz de ville.
La charge utile des camions est comprise entre 1,5 tonnes et 2,7 tonnes, tandis que certains sont aménagés en autobus. Les véhicules sont équipés de moteurs à quatre (en) et six cylindres.
Les moteurs ont respectivement une cylindrée de 2 151 cm³ et 3 227 cm³. Ce sont les mêmes valeurs que les Delahaye type 134 et Delahaye type 135, ce qui signifie qu'ils ont un alésage de 80 mm et une course de 107 mm. Les empattements sont variés, de 335 cm à 385 cm.
Avant même le début de la Seconde Guerre mondiale, l'armée commande plusieurs centaines de Delahaye type 140, comme camionnettes bâchées (notamment 200 exemplaires commandés en 1938),,, comme ambulances (environ 150 livrées avant septembre 1939), ainsi que comme breaks de reconnaissance (avec capacité de transport d'une dizaine d'hommes). Pendant la guerre, une nouvelle commande de 1 125 ambulances est passée sur ce modèle,. Les 20 derniers breaks de reconnaissance type 140 sont livrés en janvier 1940,, les ambulances sont produites jusqu'en juin 1940.
Le système Trado (en) de DAF, permettant de répartir la puissance moteur sur quatre roues arrière, est testé début 1940 par Delahaye sur une ambulance type 140. Le système devait être adapté à la production en série à partir d'octobre 1940.